# Битка за Суматру
Битка за Суматру (енгл. Invasion of Sumatra), вођена од 17. децембра 1941. до фебруара 1942, била је јапанска победа у Источној Индији током рата на Пацифику.

## Позадина
Очекујући јапански напад на савезничке поседе у Индонезији након уласка Јапана у Други светски рат (7. децембра 1941), савезничка команда одлучила је да све расположиве снаге концентрише на одбрану острва Јаве, док су на другим острвима остављене само мање посадне јединице. За то време, јапанска флота кренула је на Индонезију у 3 десантне групе: Централна група напала је Борнео, Источна група напала је Целебес, Амбон, Тимор и Бали, а Западна група кренула је ка Суматри.

## Битка
Западна група (229. пук и 1 батаљон) под заштитом 5 тешких крстарица, 1 лаког носача авиона и већег броја разарача, испловила је 9. фебруара из залива Кам Рањ (виј. Vịnh Cam Ranh) у Француској Индокини (данас Вијетнам) и упутила се према острву Суматри. Јапанци су 14. фебруара 1942. у зору спустили 300 падобранаца на аеродром код Палембанга, главног места на острву Суматри. Истовремено, ноћу 13/14. фебруара извршили су поморски десант северно од тог места. Искрцане јапанске снаге спојиле су се 15/16. фебруара с падобранцима. Тамошње холандско-британске снаге нису могле да одбаце противника. Одступиле су према југу и до 19. фебруара 1942. евакуисале су се без већег дела наоружања и опреме на острво Јаву. Холандске снаге (око 5.000 људи) у централном делу острва, као и оне (3.500) у северном делу острва биле су растурене по гарнизонима и нису могле пружити озбиљнији отпор. А када се јапанска Гардијска моторизована дивизија искрцала 12. марта 1942. без отпора на северном делу острва, холандске снаге су 28. марта 1942. капитулирале.